# Pipa vinosa
La pipa vinosa (Trithemis annulata) és una espècie d'odonat anisòpter de la família Libellulidae, present a Catalunya.

## Subespècies
Les subespècies següents són reconegudes com a vàlides:
- Trithemis annulata annulata (Palisot de Beauvois, 1807)
- Trithemis annulata haematina (Rambur, 1842)
- Trithemis annulata scorteccii Nielsen, 1936

## Descripció
Trithemis annulata és una espècie mitjana robusta amb una envergadura de 60 mm.
El mascle adult té el cap de color vermell fosc. Els ulls són de color vermell amb taques blanques a la part del darrere i el front és porpra vermell fosc metàl·lic. El protòrax és violeta amb ratlles longitudinals lleugerament més fosques. Les ales membranoses tenen venes vermelles distintives, el pterostigma és de color taronja marró i hi ha una gran taca ataronjada a la base de les ales posteriors. L'abdomen és bastant ample i és de color violeta rosat, amb taques de color porpra a la part superior de cada segment i marques negroses en els tres segments terminals.
Les femelles són d'una mida similar als mascles, però el tòrax és de color marró i l'abdomen és de color groc amb taques de color marró fosc. Les ales de les femelles no tenen les venes vermelles dels mascles, però tenen taques de color taronja similars. És molt similar en aparença a Trithemis arteriosa, però aquesta espècie té un abdomen més prim i una àrea de color negre en forma de falca en ambdós costats de la punta de l'abdomen.

## Distribució
Trithemis annulata es troba a la major part d'Àfrica i també a França, Xipre, Grècia, l'Iran, l'Iraq, Israel, Itàlia, Jordània, Kuwait, Líban, Maurici, Oman, Portugal, Qatar, Illa de la Reunió, Síria, Turquia, Emirats Àrabs Units i el Iemen. També ha estat observada a les illes Malteses el 2005 on va reproduir-se el 2007. Amb l'augment de l'escalfament global, està augmentant la seva àrea cap al nord d'Europa i en la dècada de 1990 va avançar des del sud d'Espanya i el sud d'Itàlia cap a França, i de Grècia i Turquia cap a l'Europa Central. Un d'aquests llocs on s'ha establert és la plana d'inundació del riu Ebre, al nord-est d'Espanya.
És una espècie present a Catalunya i a la península Ibèrica.

## Ecologia
Trithemis annulata és una espècie adaptable i els adults són capaços de tolerar una varietat d'hàbitats, incloent les pastures semiàrides. Se'ls pot veure volar prop dels rius lents, en els pantans i també al costat d'estanys. De vegades es veuen en hàbitats d'aigües salobres, encara que no és clar si en realitat es reprodueixen en l'aigua salada.
Les larves es desenvolupen ràpidament, de manera que aquestes libèl·lules són capaces de fer ús de zones d'aigües temporals per a la cria. Els mascles sovint són vistos posats en branques d'arbustos de ribera i en roques a la llum del sol, però a la nit o quan es va enfosquint el sol, es mouen cap als arbres.
La femella diposita els seus ous volant sobre la superfície i submergint la punta del seu abdomen a l'aigua. Les larves es desenvolupen a l'aigua on són depredadores agressives. Els adults també són depredadors, amb la seva excel·lent vista per detectar les seves preses i les seves potes per a sostenir i portar a les seves víctimes.

## Estatus
Trithemis annulata és una espècie molt comuna en tota la seva àmplia àrea. Encara que es pugui veure amenaçada a nivell local per la pèrdua d'hàbitat, en general sembla estar augmentant en abundància, i la Unió Internacional per a la Conservació de la Natura ha avaluat el seu estat de conservació com de menor preocupació.

## Galeria

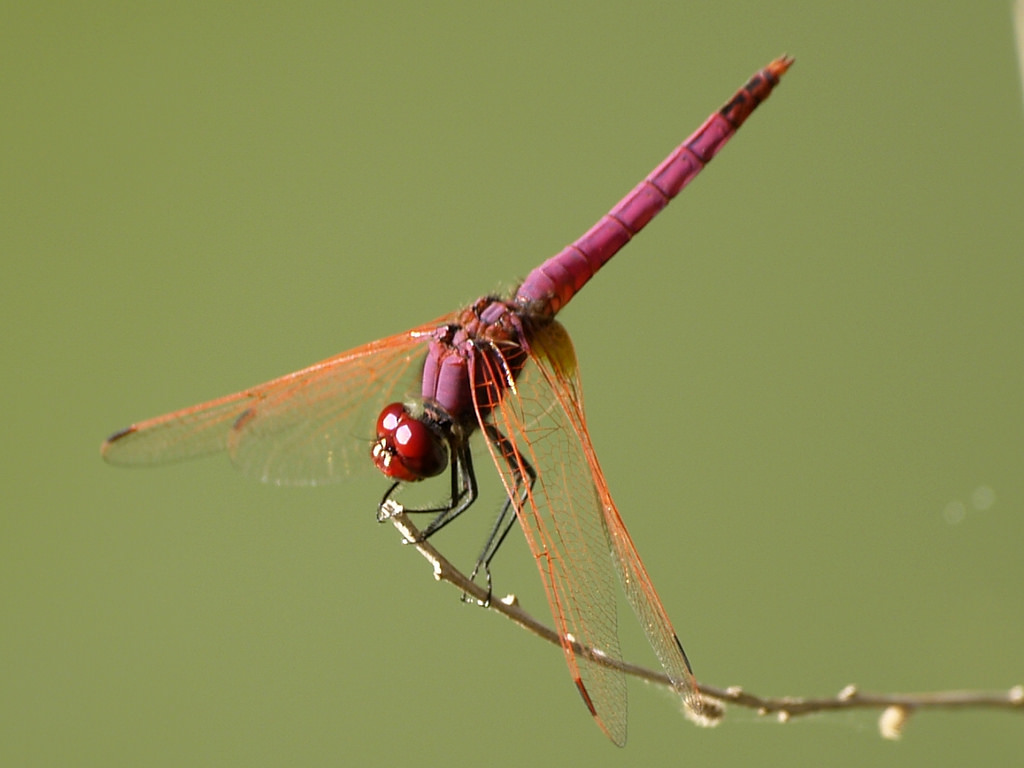
Mascle
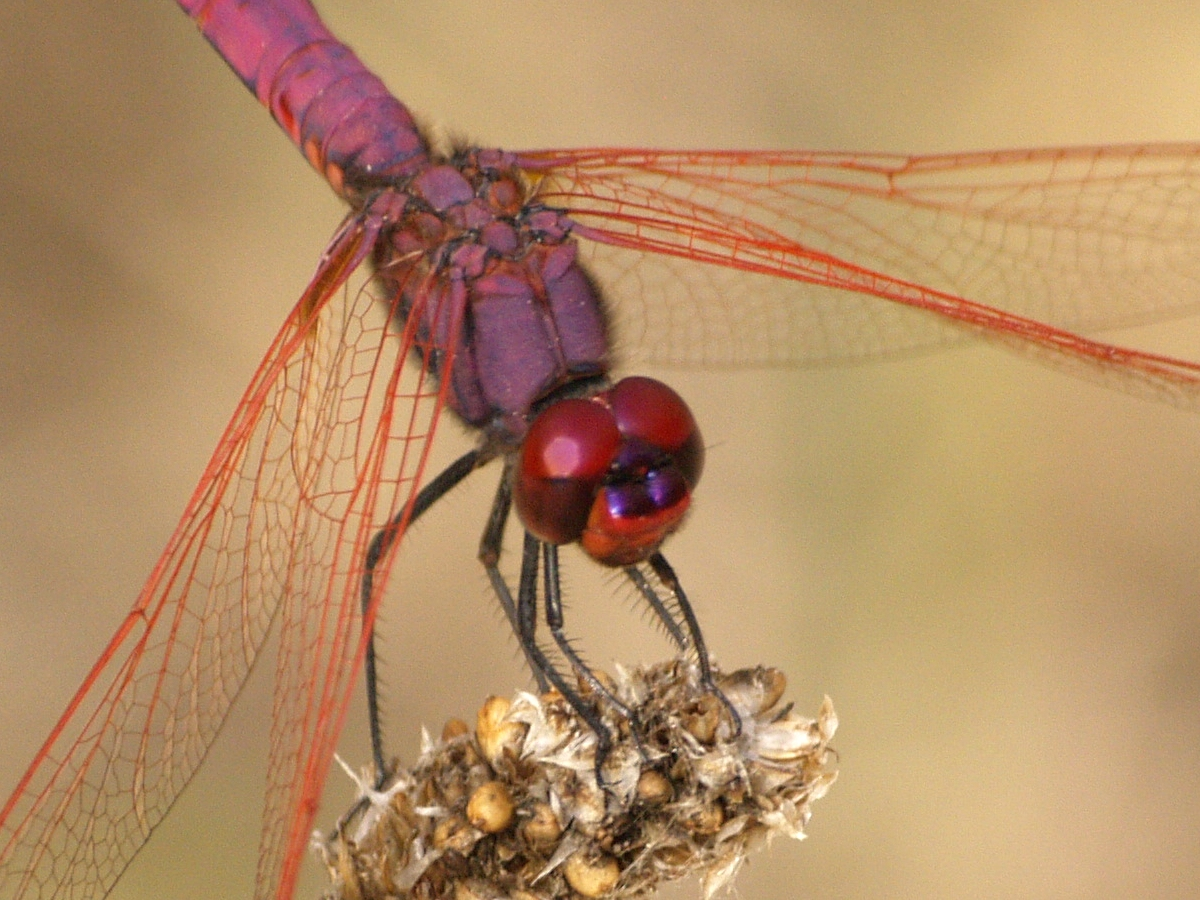
Detall mascle
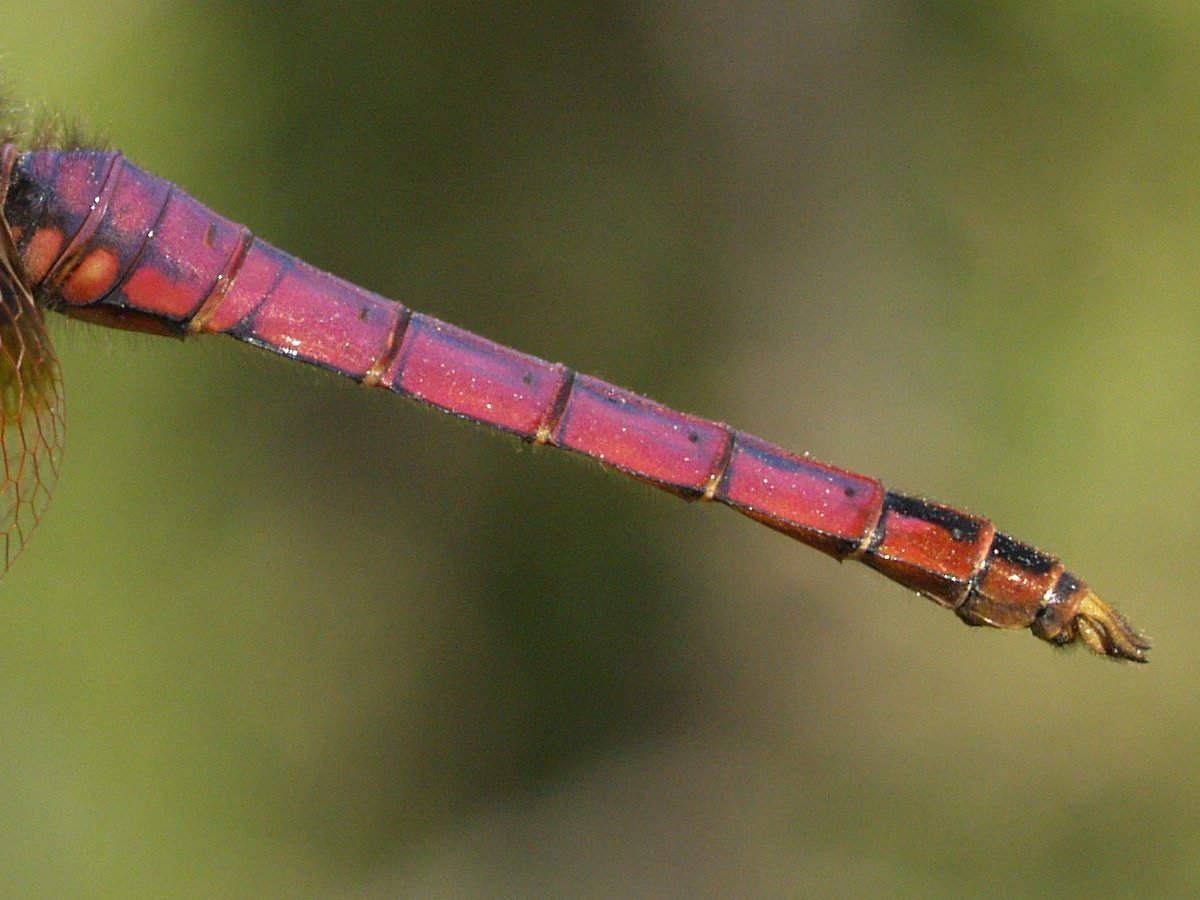
Detall mascle
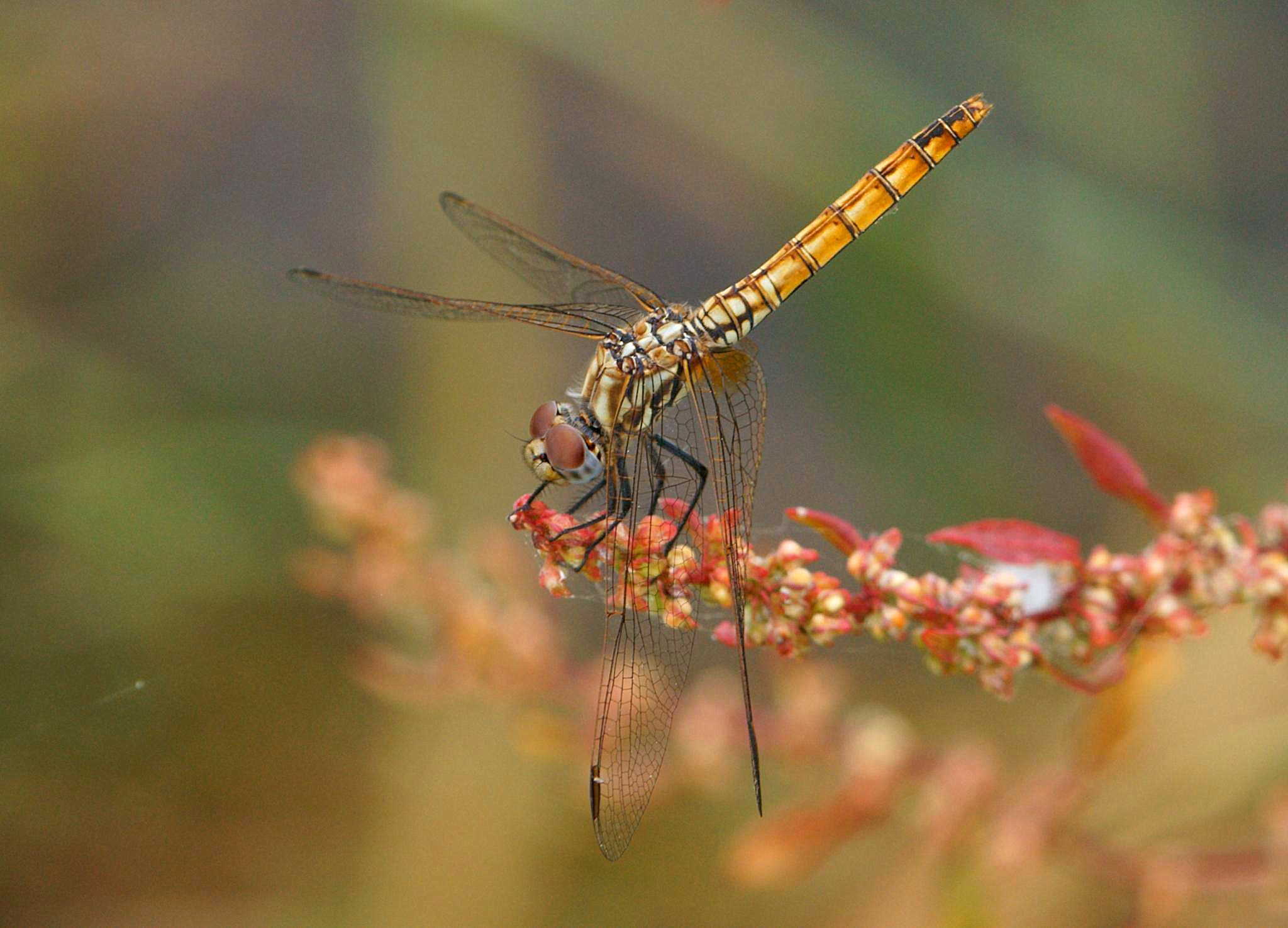
Femella
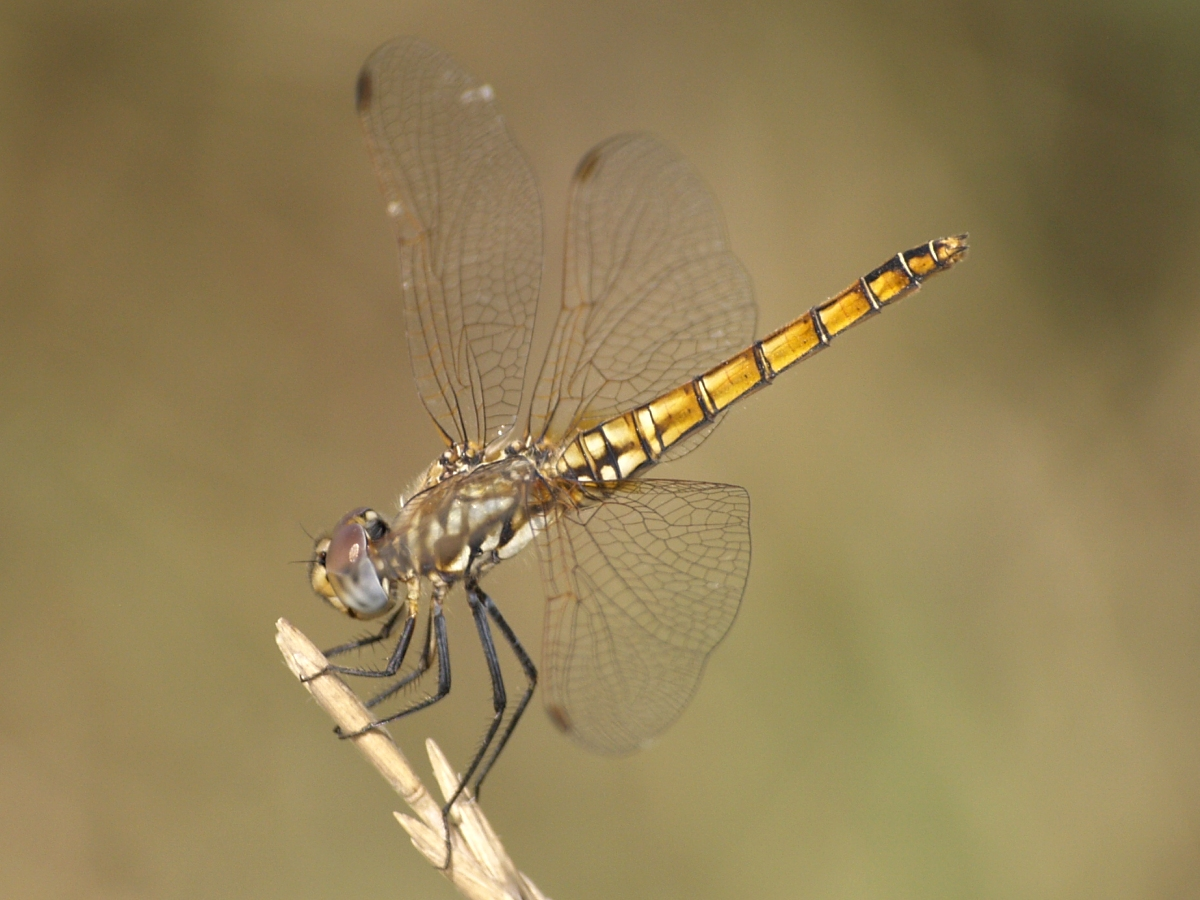
Femella
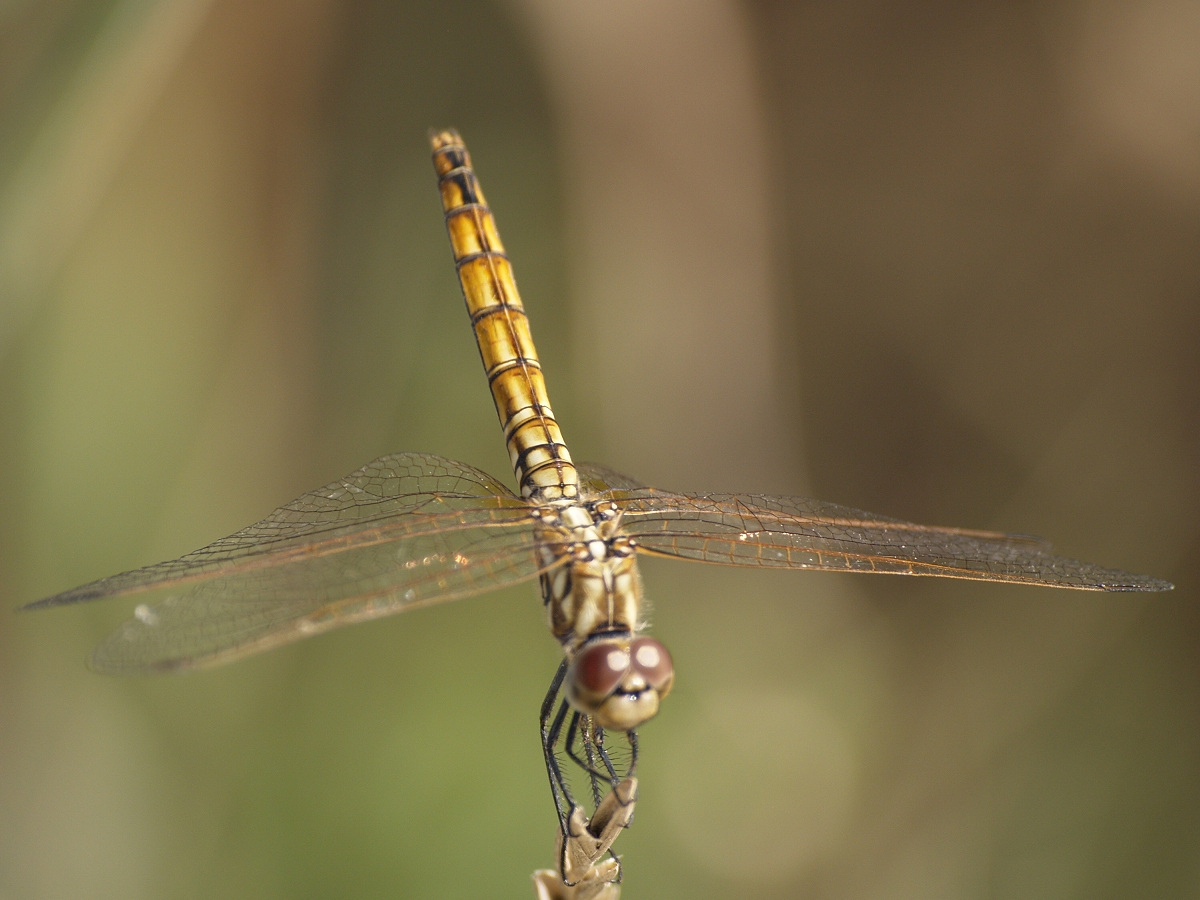
Femella